# تشارلوت، دوقة لوكسمبورغ الكبرى
تشارلوت من ناساو -فيلبيورخ (23 يناير 1896 – 9 يوليو 1985) هي دوقة لوكسمبورغ الكبرى (1964-1919)، هي الابنة الثانية لـ غيلاوم الرابع وماريا آنا من البرتغال ابنة ميغيل الأول ملك البرتغال، وكذلك هي شقيقة ماري أديلايد الدوقة الكبرى السابقة، تزوجت من ابن خالتها فيليكس أمير بوربون-بارما في نوفمبر 1919 وانجبت له ستة أبناء، من بينهم جان، دوق لوكسمبورغ الأكبر الذي حكم الدوقية بعد تنازلها 1964 حتى تنازله 2000، وأيضا هي جدة الدوق الأكبر الحالي هنري.

## معرض صور

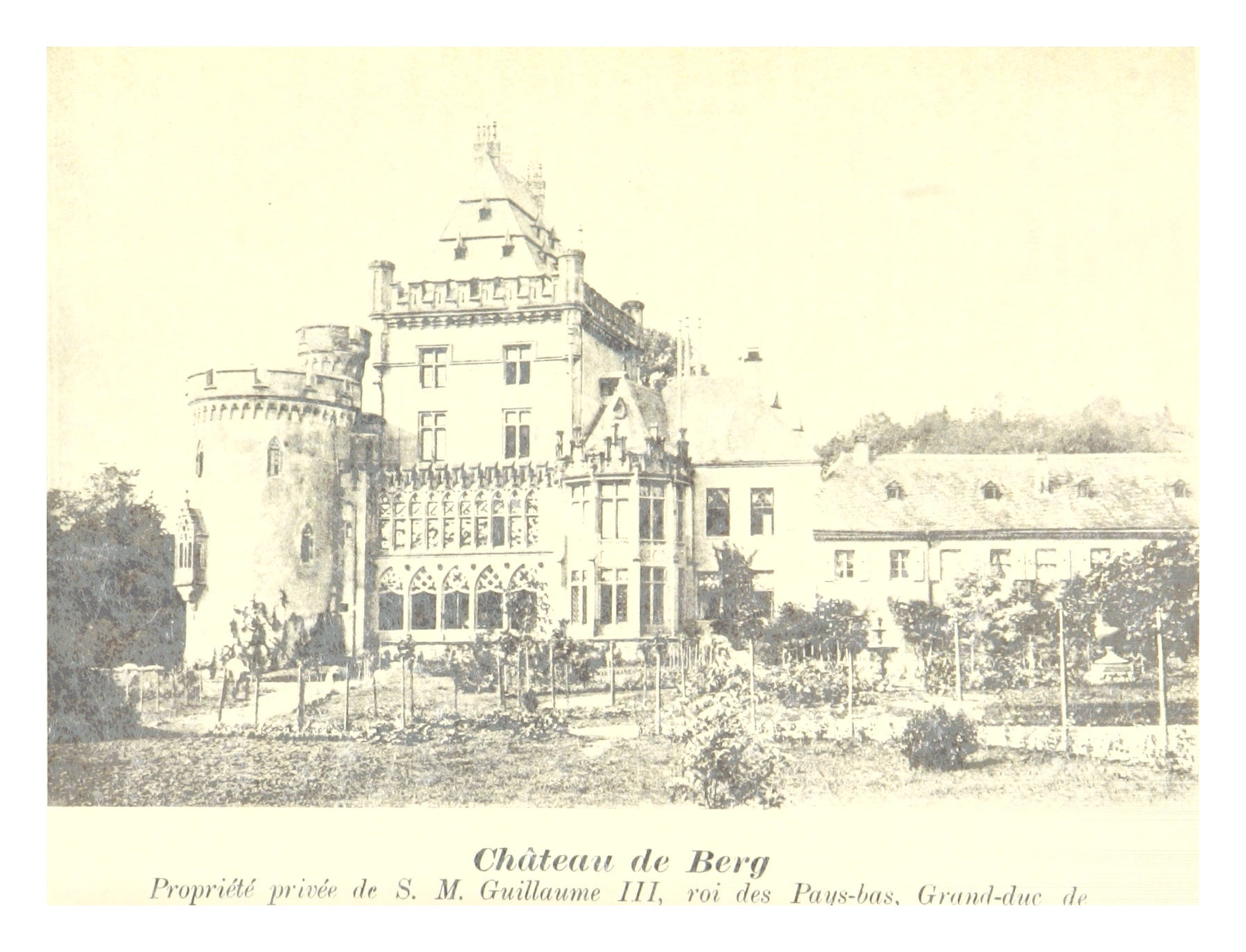
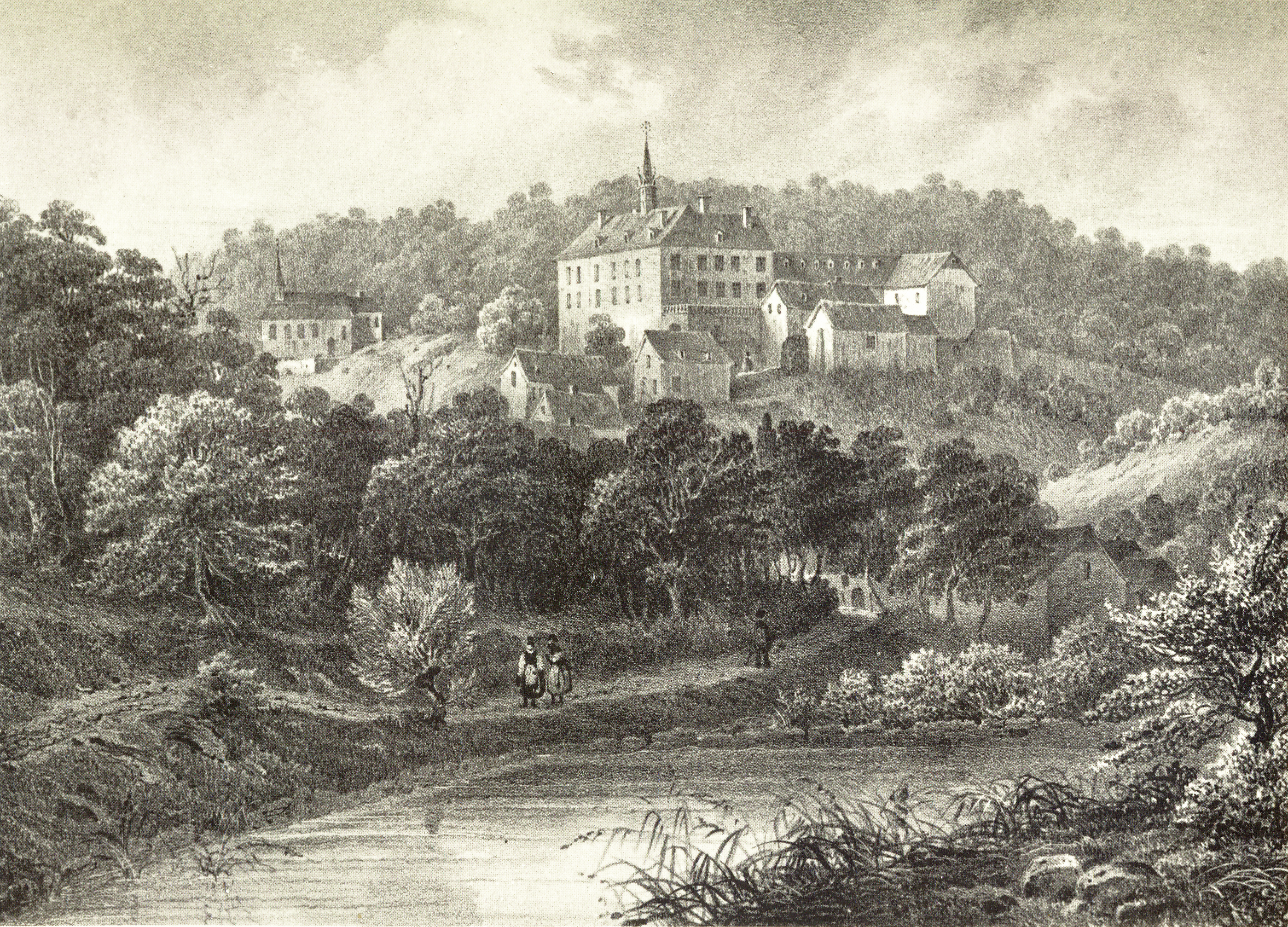
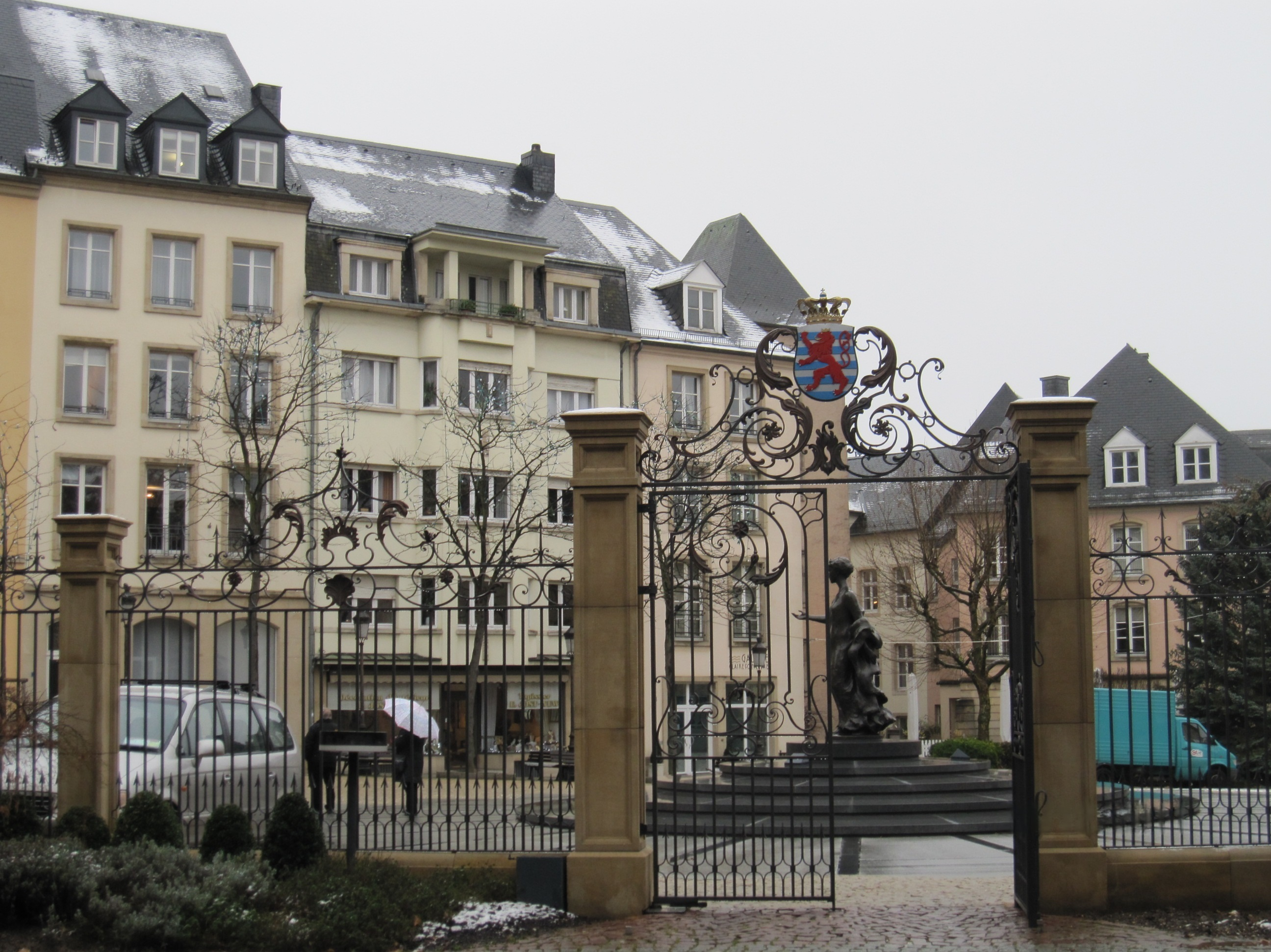

## روابط خارجية
- شارلوت، دوقة لوكسمبورغ الكبرى على موقع الموسوعة البريطانية (الإنجليزية)
- شارلوت، دوقة لوكسمبورغ الكبرى على موقع مونزينجر (الألمانية)